# Madame Bovary (film, 1949)
Pour les articles homonymes, voir Madame Bovary (homonymie).
Pour plus de détails, voir Fiche technique et Distribution.

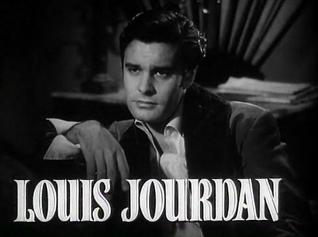
Louis Jourdan

Madame Bovary est un film américain réalisé par Vincente Minnelli et sorti en 1949, adapté du roman homonyme de Gustave Flaubert en 1857.

## Synopsis
Gustave Flaubert passe en jugement pour avoir écrit Madame Bovary, une œuvre jugée immorale. Il raconte son roman devant le tribunal et devient l'avocat de son héroïne.

## Fiche technique
- Titre : Madame Bovary
- Titre original : Madame Bovary
- Réalisation : Vincente Minnelli
- Scénario : Robert Ardrey d'après le roman de Gustave Flaubert
- Photographie : Robert H. Planck
- Musique : Miklós Rózsa
- Décors : Cedric Gibbons
- Costumes : Walter Plunkett et Valles

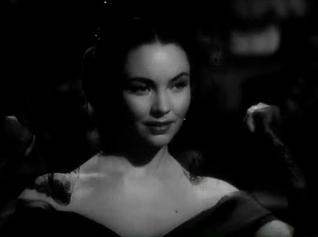
Jennifer Jones

- Montage : Ferris Webster
- Production : Pandro S. Berman
- Société de production : MGM
- Pays d'origine : États-Unis
- Langue : anglais
- Format : Noir et blanc
- Genre : Mélodrame
- Durée : 114 minutes
- Date de sortie : 25 août 1949 New York (USA)
- Affiche : Boris Grinsson (France)

## Distribution
- Jennifer Jones  (VF : Monique Melinand) : Emma Bovary
- Van Heflin (VF : Serge Nadaud)  : Charles Bovary
- Louis Jourdan  (VF : Jacques Beauchey) : Rodolphe Boulanger
- James Mason  (VF : Jean Davy) : Gustave Flaubert
- Alf Kjellin (crédité Christopher Kent) : Léon Dupuis
- Gene Lockhart : M. Homais
- Frank Allenby  (VF : René Fleur) : Lheureux
- Gladys Cooper : Madame Dupuis
- John Abbott : Le maire Tuvache
- Henri Letondal : Guillaumin
- George Zucco : Dubocage
- Paul Cavanagh  (VF : Jacques Ferreol) : Le marquis D'Andervilliers
- Edith Evanson : La Mère Supérieure
- Eduard Franz : Rouault
- Vernon Steele : Le prêtre

Acteurs non crédités
- George Davis : un aubergiste
- Lon Poff : Un invité

## Citations
« Pour moi, Emma est un personnage extrêmement complexe : elle vivait constamment dans un monde imaginaire, elle voulait que tout soit beau, et cependant autour d’elle, c’est le bourbier. Elle refusait cette situation et vivait au-delà d’elle-même, au-delà de ses moyens, Jennifer Jones voyait le personnage comme moi et fut excellente, parce qu’elle est elle-même une Emma Bovary, pleine de contradictions, très romantique. »
Citation extraite de Vincente Minnelli, de Marion Vidal, Seghers, 1973.

## Différence avec le roman
Alors que Charles Bovary opère Hyppolite du pied bot dans le roman, il refuse de le faire dans le film américain .